# Calodecaryia
Calodecarya é um género botânico pertencente à família Meliaceae.